# Mohamed Yacub
Mohamed Yacub es un deportista jordano que compitió en taekwondo. Ganó una medalla de plata en el Campeonato Asiático de Taekwondo de 2002, en la categoría de –58 kg.

## Palmarés internacional
| Campeonato Asiático | Campeonato Asiático | Campeonato Asiático | Campeonato Asiático |
| Año                 | Lugar               | Medalla             | Categoría           |
| ------------------- | ------------------- | ------------------- | ------------------- |
| 2002                | Amán (Jordania)     | Medalla de plata    | –58 kg              |